# Desa Sindangsari (administrativ by i Indonesien, Jawa Barat, lat -6,79, long 107,26)
Desa Sindangsari är en administrativ by i Indonesien.   Den ligger i provinsen Jawa Barat, i den västra delen av landet, 80 km sydost om huvudstaden Jakarta. Desa Sindangsari ligger vid sjön Waduk Cirata.